# La victoria de los Daleks
La victoria de los Daleks (Victory of the Daleks) es el tercer episodio de la quinta temporada moderna de la serie británica de ciencia ficción Doctor Who, emitido originalmente el 17 de abril de 2010.

## Argumento
El Undécimo Doctor y Amy Pond llevan la TARDIS a las sala del consejo de guerra durante el Blitz de la Segunda Guerra Mundial, un mes después de que Winston Churchill le hiciera la llamada de ayuda al Doctor. Como llegó tarde, Churchill buscó los avances científicos del profesor Edwin Bracewell, incluyendo unos dispositivos robóticos que ellos llaman "Soldados de Hierro", que el Doctor reconoce inmediatamente como sus archienemigos, los Daleks. El Doctor intenta averiguar el propósito de su estancia en la Tierra en esta ocasión, pero ellos siguen actuando como las invenciones de Bracewell, listos para servir a la lucha británica en la guerra. Enfadado, el Doctor ataca a los dispositivos, gritando "¡Yo soy el Doctor, y vosotros sois los Daleks!" Sin saberlo ni él ni los humanos, en la órbita de la luna hay una nave Dalek escuchando el "testimonio" del Doctor, que los Daleks a bordo usan para activar un "Dispositivo Progenitor", tras lo cual los Daleks revelan sus intenciones, matando a varios guardias y revelando que Bracewell es un androide, antes de transmatearse a su nave. El Doctor les sigue en la TARDIS, dejando atrás a Amy por su seguridad.
El Doctor descubre que la nave escapó de la destrucción de la nave nodriza Dalek Crucible (El fin del viaje) después de que cayó a través del tiempo por accidente, dejándola casi sin energía. El objetivo de los Daleks es reiniciar el Progenitor, que contiene ADN puro Dalek, para así restaurar a su raza. Como los Daleks actuales fueron creados a partir del ADN de Davros, el Progenitor no les aceptaba como auténticos Daleks, y así necesitaban un testimonio de su mayor enemigo para activarlo. El Doctor amenaza con destruir la nave con él dentro, antes de que el Progenitor termine, pero los Daleks lanzan un rayo de energía contra Londres que enciende las luces de toda la ciudad minutos antes de un ataque aéreo, dejando a los aliados del Doctor vulnerables.
Cuando el Progenitor termina, emergen de él cinco flamantes nuevos Daleks con un nuevo diseño que destruyen los modelos más viejos e "inferiores", que se entregan gustosamente a la muerte. Al mismo tiempo, Amy convence a Churchill y Bracewell de que usen el manual tecnológico que han obtenido de los Daleks para modificar tres Supermarine Spitfires para que puedan volar en el espacio. Los pilotos atacan y destruyen la antena que estaba lanzando el rayo de energía, salvando Londres antes de que los bombarderos alemanes puedan destruirla.
La batalla se cobra la vida de dos de los pilotos, y el Doctor ordena que el último continúe el ataque y destruya la nave Dalek, esperando librar al universo de ellos de una vez por todas. Los Daleks contraatacan activando el "Letargum Continuum", la fuente de energía dentro de Bracewell que contiene un agujero de gusano inestable que consumirá el planeta si es liberado. El Doctor, forzado a elegir entre derrotar a los Daleks o salvar la Tierra, ordena al Spitfire que detenga su ataque y regresa a la Tierra. Con la ayuda de Amy, el Doctor logra convencer a Bracewell de que es más humano que máquina, desactivando el dispositivo. Los Daleks, que han jugado con la compasión del Doctor por la Tierra, anuncian su victoria y escapan al hiperespacio. El Doctor y Amy se llevan toda la tecnología avanzada que tomaron prestada de los Daleks a pesar de que Churchill quería usarla para la guerra, y convencen a Bracewell de que no necesita desactivarse porque ayudó a salvar al mundo. Mientras se marchan, el Doctor se pregunta por qué Amy no recuerda a los Daleks de sus invasiones anteriores de la Tierra. Mientras la TARDIS se desmaterializa, en el muro de detrás aparece otra grieta.

### Continuidad
Se hace mención a varias aventuras Daleks anteriores. El Doctor también expresa su deseo de ver "el final definitivo" de los Daleks, una cita directa de Evil of the Daleks, cuando el Segundo Doctor expresó el mismo deseo de que los Daleks hubieran sido destruidos de una vez por todas.
El Doctor menciona los eventos de la anterior invasión Dalek de la Tierra (en La Tierra robada y El fin del viaje cuando le habla a Amy de los Daleks y se preocupa cuando Amy no recuerda esos eventos. Al final del episodio, continuando el arco argumental de la temporada, aparece otra grieta en la pared detrás de donde estaba la TARDIS. En Carne y piedra, el Doctor descubre que las grietas tienen el poder de borrar las cosas de la existencia, razón por la cual Amy no puede recordar a los Daleks.

## Producción

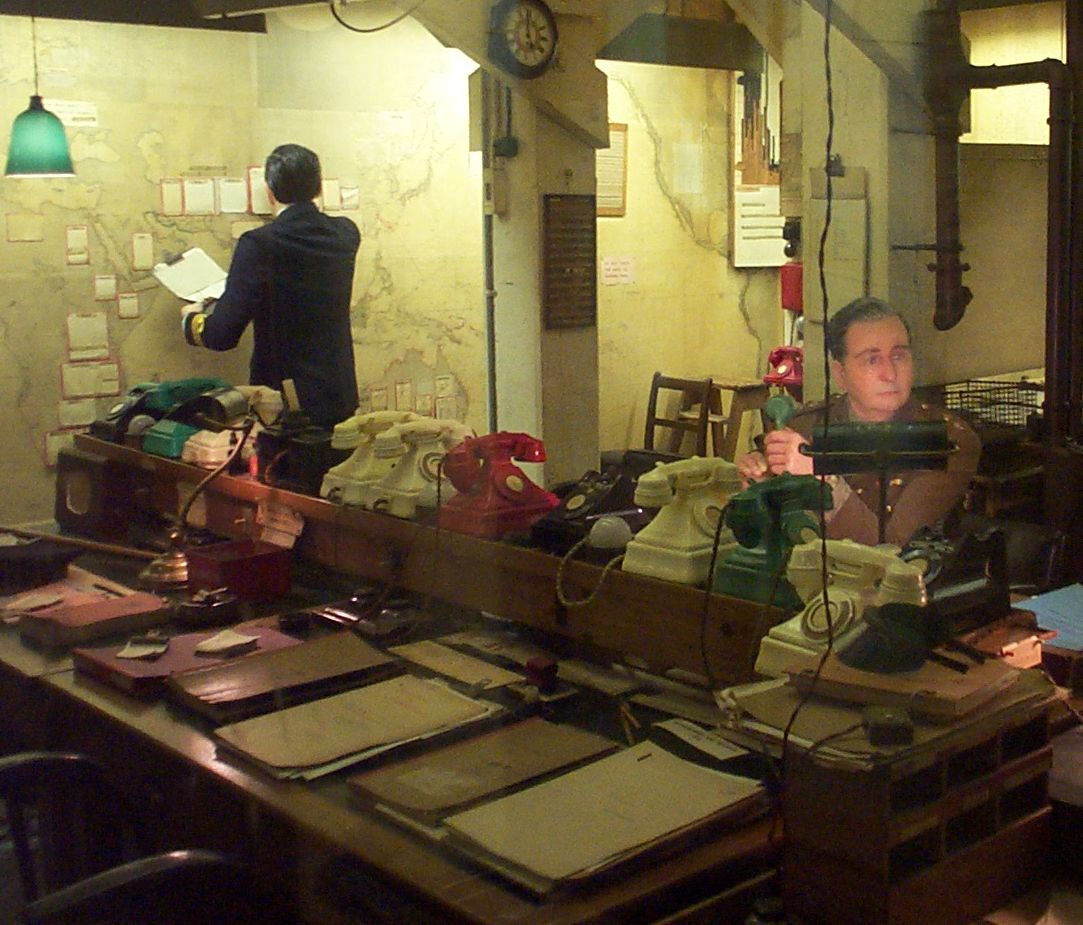
Para investigar, Gatiss visitó las Cabinet War Rooms, que se duplicaron en un plató para el episodio.

El show runner Steven Moffat deseaba traer de vuelta a los Daleks, ya que eran popular entre los niños y se habían convertido en "unos más entre los regulares". En marzo de 2010, dijo que el equipo de producción y él habían considerado rediseñar a los Daleks. Mark Gatiss, autor del episodio, recibió las instrucciones de Moffat de escribir un episodio sobre "Churchill contra los Daleks". Gatiss no sabía por dónde tirar al principio, pero después le emocionó hacer una película de guerra, que le gustaban, y su propia historia Dalek. Para investigar, visitó las auténticas Cabinet War Rooms y leyó diarios y relatos de primera mano sobre la guerra. La inspiración de Gatiss fue el serial de 1966 The Power of the Daleks, aunque nunca lo había visto al ser uno de los seriales perdidos. En él, los Daleks aparecían más taimados y silenciosos, un aspecto que calificó como "muy aterrador, mucho más que cuando simplemente ladran órdenes".
Cuando Gatiss escribió el primer borrador del episodio, Matt Smith aún no había sido elegido como el Doctor. Gatiss escribió el primer borrador para un Doctor genérico, aunque Moffat comentó que le recordaba a Jon Pertwee, y Gatiss estuvo de acuerdo. Una vez eligieron a Smith, Gatiss vio Party Animals, una serie protagonizada por él, así como todos los demás trabajos que él hubiera hecho y pudo encontrar, y los utilizó para "descargar su forma de hablar" y examinar su energía y expresión.
Gatiss escribió en el guion sobre el rediseño de los Daleks que eran "grandes cabrones... más grandes que nunca antes". El brazo ocular se diseñó para estar al mismo nivel que los ojos de Smith. Moffat y Gatiss querían que los nuevos Daleks fueran muy coloridos, similares a los Daleks de las películas de los sesenta. Nicholas Briggs, que daba voz a los Daleks, pretendía contrarrestar sus vivos colores con una voz más perversa.

## Emisión y recepción
Las mediciones nocturnas de audiencia mostraron que el episodio tuvo una audiencia de 6,41 millones de espectadores entre BBC One y BBC HD, siendo el segundo programa más visto del día. Las mediciones definitivas fueron de un total de 8,2 millones de espectadores, siendo el cuarto programa más visto de la semana en BBC One y el 11º en el total de canales británicos. Fue el segundo programa más visto del día, sólo superado por Britain's Got Talent con 11,87 millones de espectadores. Su puntuación de apreciación fue de 84.
El episodio se publicó en DVD y Blu-ray el 7 de junio de 2010, junto con En el último momento y La bestia de abajo. Después se publicó dentro de la compilación en DVD de la temporada el 8 de noviembre de 2010.
La victoria de los Daleks tuvo críticas entre positivas y mezcladas. Daniel Martin de The Guardian la calificó como "lo mejor que Gatiss ha escrito para el programa", y alabó la investigación del escritor de "la idea de los Daleks como máquinas de guerra fabricadas por el hombre", por no ser "tan pesada como se puede esperar". También se mostró positivo ante la interpretación de McNeice y Paterson, y el desarrollo de la historia entre el Doctor y Amy, y comparó positivamente la amenaza de los Daleks con la de la primera temporada moderna. Patrick Mulkern del Radio Times alabó el episodio como "una victoria para todos", y alabó a Gatiss por el personaje del profesor Bracewell, comentando favorablemente cómo el escritor "le convierte en un robot emotivo como Data de Star Trek, y le dio a Bill Paterson material merecedor de su estatus".
Jordan Farley de SFX le dio a La victoria de los Daleks 3,5 estrellas sobre 5, alabando el rediseño de los Daleks por ser "igual de intimidador" y "la diversión alegremente buena" del episodio, aunque le pareció "ligeramente poco cocinado". Sin embargo, pensó que la segunda parte fue "un poco apresurada", y se preguntó si el episodio hubiera sido mejor si se hubiera producido en dos partes. También le decepcionó una "falta de diálogos reseñables" y por la menor cantidad de "la guasa juguetona y manierismos chiflados" del Doctor.
Matt Wales de IGN, sin embargo, fue menos positivo, y le dio al episodio un 5 sobre 10. Lo llamó "una endeble excusa (si es que era necesaria) para reiniciar a los antiguos villanos de la serie en lugar de un intento de proporcionar algo de auténtica chicha narrativa", pero alabó los decorados de época de la Segunda Guerra Mundial. Brian J. Robb de Total Sci-Fi Online alabó al Churchill de McNeice, pero pensó que parte de su diálogo estaba sobreactuado por el guion, que pensó que tenía trazas de "haber sido manipulado" por Moffat. Como Farley, comentó que el ritmo del episodio estaba perdido, y que hubiera tenido más éxito en dos partes. Robb también se mostró crítico con las interpretaciones de Smith, comparando negativamente las escenas en que estaba enfadado con Sylvester McCoy, y también criticó el nuevo diseño de los Daleks. Le dio al episodio una puntuación final de 7 sobre 10.